# Digg
Digg est un site web agrégateur d'information de divers médias, se spécialisant dans les nouvelles destinées au lectorat d'Internet telles que la science, les tendances politiques et les phénomènes Internet viraux. Il a été lancé sous sa forme actuelle le 31 juillet 2012, avec un soutien pour le partage de contenu vers d'autres plateformes sociales telles que Twitter et Facebook.

## Histoire
Digg a été lancé par Kevin Rose, Owen Byrne, Ron Gorodetzky et Jay Adelson, comme une expérience, en novembre 2004. 
« Nous avons travaillé sur le développement du site dès octobre 2004 » précise Kevin Rose,
« Nous tournions autour de l'idée quelques mois auparavant, mais c'est début octobre que nous avons réellement démarré la création de ce qui allait devenir la version Beta de Digg. Le site a été lancé officiellement le 5 décembre 2004. »
David Prager, un ami de Kevin Rose, voulait appeler le site Diggnation, mais Kevin souhaitait un nom plus simple et facile à retenir. Il choisit finalement Digg et non Dig, le nom de domaine Dig.com étant déjà réservé. 
Diggnation pouvait éventuellement être employé dans le titre du podcast hebdomadaire de Kevin Rose et d'Alex Albrecht.
Digg débuta comme un média social populaire dont le but était de faire voter les utilisateurs pour une page web intéressante proposée par un utilisateur. Typique du phénomène « Web 2.0 », il combinait social bookmarking, blog et syndication. Il disposait de plusieurs catégories telles que « Politique », « Divertissement », « Vidéos » et « Technologie ».
Les nouveaux articles et les sites web soumis par les utilisateurs étaient notés par d'autres utilisateurs. C'est ce que certains appelèrent le Digg effect. 
Cependant, dans de nombreux cas, les articles étaient envoyés simultanément sur plusieurs sites populaires de social bookmarking, aussi l'impact de Digg fut difficilement mesurable.
Après une tentative avortée de rachat par Google en 2008 pour deux cents millions de dollars, 2012 fut une année difficile pour Digg. En mars, Google recruta l'un de ses fondateurs, Kevin Rose, avant que la fuite des compétences s’accélère avec le départ d'une part importante de l'équipe vers le Washington Post. Le 12 juillet 2012 enfin, le CEO Matt Williams annonça le rachat par la société Betaworks pour 500 000 dollars : Digg fut intégré au site News.me dirigée par le président de Betaworks, John Borthwick. 
Le 21 mars 2013, le site fut temporairement désindexé de Google à la suite d'une erreur technique.

## Fonctionnalités
Les lecteurs peuvent voir tous les articles soumis par d'autres utilisateurs dans la section digg/News/Upcoming du site. Dès qu'un article reçoit assez de votes (diggs), il apparaît sur la page principale de Digg. À l'inverse, si l'article ne reçoit pas assez de votes ou si des utilisateurs signalent un problème, celui-ci est placé dans la catégorie Digg all, d'où il est susceptible d'être supprimé.
Les articles sont résumés et peuvent être commentés directement depuis Digg. Tout le contenu et les accès au site sont libres, mais l'inscription est nécessaire pour certaines activités, comme la soumission d'articles (digging), le vote et le commentaire.

## Digg Reader
À la suite de l'annonce de la fermeture de Google Reader, Digg annonce  le 14 mars 2013 qu'il travaille sur son propre lecteur RSS. Une application iOS fut lancé par la suite en juillet, suivie d'Android en août 2013. 
Le 26 mars 2018, Digg annonce la fermeture de ce service.

## Critiques

### Généralités
Digg a toujours été critiqué, pour diverses raisons. La principale étant que les utilisateurs de Digg disposent d'un certain droit de modération : ils ont trop de contrôle sur le contenu, permettant entre autres la désinformation,. Le site a aussi souffert du risque que des sociétés paient pour soumettre leurs articles,,, semblable au phénomène de bombardement Google. Dans le même domaine, le site a subi les critiques pour son Search Engine Gaming (par exemple « truster » les résultats de Google).
D'autres ont l'impression que les administrateurs du site exercent trop de contrôle sur les articles présents en première page,.
Certains se plaignent du blocage de leurs messages et de la désactivation de leur compte, lorsqu'ils postent sur le forum des messages considérés comme conflictuels avec les intérêts personnels des administrateurs de Digg. L'existence de l'option bury a été, elle aussi, très critiquée et jugée comme antidémocratique, et inexplicable à cause de son caractère anonyme ; ce qui conduit souvent à la suppression de sujets orduriers qui ne correspondent pas aux critères de la communauté. D'autres critiques portent sur le fait que des articles mensongers ou trompeurs pouvaient être accessibles rapidement à de nombreux visiteurs.
Certains utilisateurs ont été accusés de tagger les articles comme pourriel,, dans le but d'enterrer les articles critiques de Digg. Un commentateur fait état qu'un problème majeur du site :
« …est la capacité d'un nombre restreint d'utilisateurs « d'enterrer » des articles sans aucune responsabilité. Enterrer des articles est censé séparer le spam et les articles imprécis du reste. Mais cela fait longtemps que l'on soupçonne de nombreuses personnes de l'utiliser pour se débarrasser de propos qui ne leur plaisent pas (sur les partis politiques ou sur les entreprises, par exemple) — du fait qu'enterrer un article est plus simple que de voter contre. »
— 
Il a été démontré que les cent plus gros utilisateurs de Digg contrôlaient 56 % du contenu de la page principale et qu'un petit groupe de seulement vingt personnes a soumis 25 % du contenu de cette même page,. Peu de sites, ont résolu le problème de groupthink et la possibilité que le site ait été manipulé. En réponse à cela, le fondateur Kevin Rose annonce en 2006 un prochain changement concernant l'algorithme du site :
« Alors que nous n'avons pas révélé comment fonctionne exactement le travail de promotion, je peux dire qu'une mise à jour clé arrivera bientôt. Cette mise à jour de l'algorithme permettra de donner de l'importance et un réel impact aux articles recevant des votes positifs d'utilisateurs qui ne se connaissent pas. Les votes des utilisateurs se connaissant pèseront alors moins lourd dans la balance. Cela ne veut pas dire que l'article n'aura pas de vote, seulement il permet à davantage d'utilisateurs de voter, plutôt qu'à un groupe d'utilisateurs expérimentés. »
— 
Quelques sites d'information anglais ont précisé qu'une certaine censure était probable, y compris des utilisateurs de Digg qui prétendaient avoir été bannis du fait de leur critique envers les sponsors, et de leurs allégations d'une sanction irraisonnée, du nom de domaine complet.
Un article paru dans Kuro5hin propose plusieurs solutions à ces problèmes :
- ouvrir l'algorithme de Digg pour les étudiants et les critiques indépendantes ;
- rendre possible le fait de voir qui a enterré un article ou un commentaire ;
- arrêter d'utiliser le Search Engine Gaming (méthode qui consiste à « truster » les résultats d'un moteur de recherche) ;
- retenir des options « sociales » pour réduire le combat fratricide et les personnes qui postent juste pour être célèbres.

Vu le succès remporté par Digg, d'autres sites semblables sont apparus. Un expert a établi une liste de ces sites, signalant les options semblables à Digg.

### Controverse de la clé de décryptage AACS
Le 1er mai 2007, un article apparaît sur la page d'accueil, contenant la clé de décryptage pour la protection DRM AACS des supports HD DVD et disque Blu-ray. Puis, sur les conseils de ses avocats, Digg retire les soumissions au sujet du code secret depuis sa base de données, et les interdit à plusieurs utilisateurs. Ces suppressions ont été vues par bon nombre d'utilisateurs de Digg comme une infraction aux intérêts de la communauté, et une entrave à la liberté de parole. 
Dans le même temps, une partie des utilisateurs a défendu les actions entreprises par Digg,, dans un même élan, la communauté s'est insurgée contre cela et a mis en scène une révolte « populaire » en postant la clé de décryptage dans de nombreux commentaires et en créant sans cesse de nouveaux articles contenant cette clé,.